# Tevatron

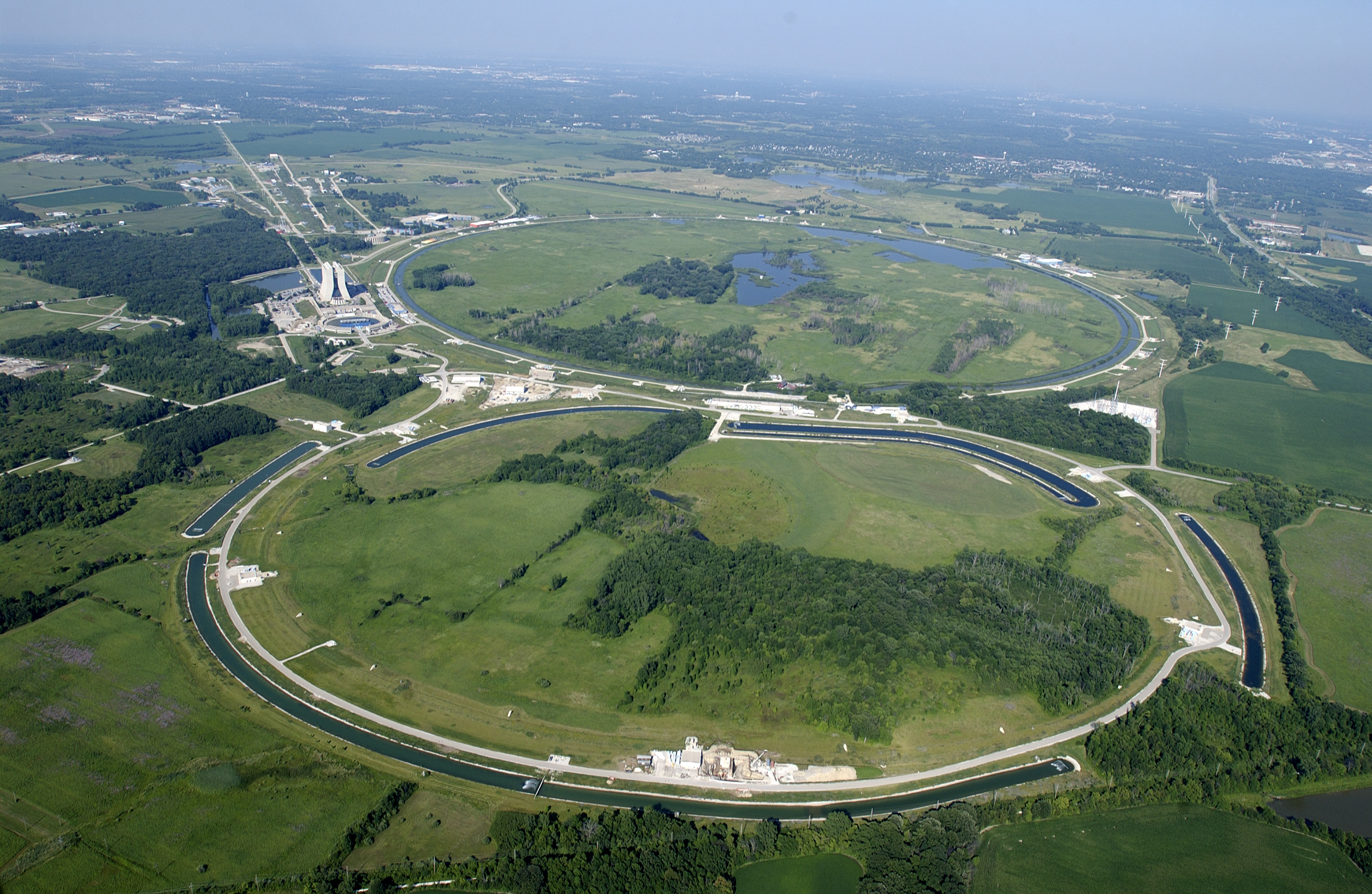
Le Tevatron et les anneaux de l'injecteur principal

Le Tevatron était un accélérateur de particules circulaire, en service de 1983 à 2011 au Fermilab de Batavia (Illinois, États-Unis). C'était lors de sa fermeture le deuxième plus puissant collisionneur au monde, derrière le Grand collisionneur de hadrons (LHC) du CERN.

## Histoire
Sa construction est achevée en 1983, pour un coût de 120 millions de dollars et est depuis régulièrement amélioré. La plus importante de ces améliorations est l'injecteur principal (Main Injector), construit de 1994 à 1999, pour un coût de 290 millions de dollars.
Le 2 mars 1995, des chercheurs annoncent la découverte du quark top. Sa recherche avait été lancée en 1977, mais en raison d'une masse plus importante que prévu, sa découverte a tardé à venir. En raison de sa très faible durée de vie, il est impossible de le détecter directement, c'est grâce à sa « signature », c'est-à-dire les particules qui sont créées par sa désintégration ou lors de son interaction avec d'autres particules, que son existence a été prouvée.
Le TeVatron a fermé le 30 septembre 2011, faute de crédits et de la trop forte concurrence du LHC.

## Installation

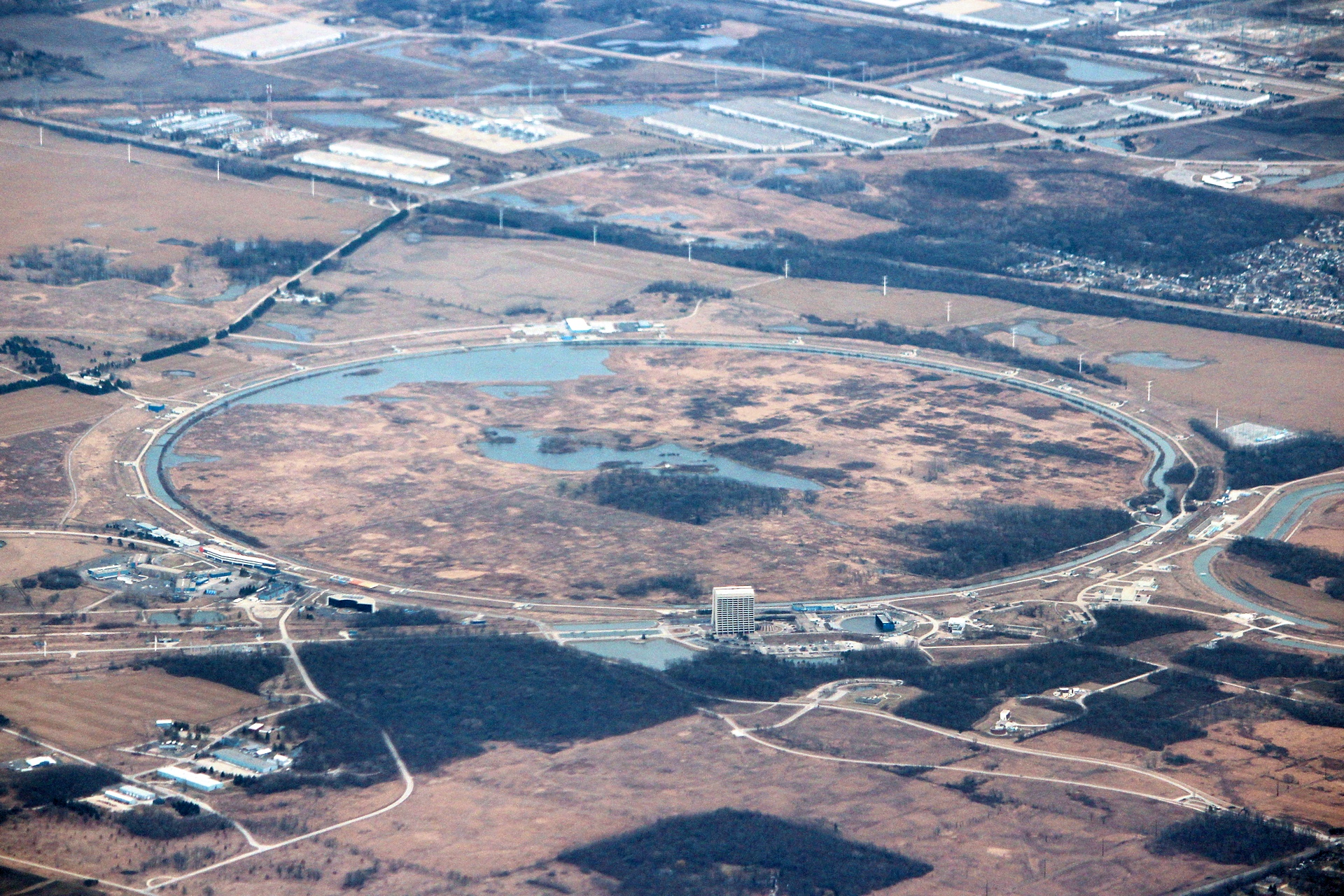
Le Laboratoire National de l'accélérateur (Fermilab), situé dans le canton de Winfield, comté de DuPage, Illinois, États-Unis, photo prise le 1er avril 2014.

Le TeVatron fait partie d'un complexe du Fermilab de cinq accélérateurs qui accélèrent les particules les uns à la suite des autres. Le premier à entrer en jeu est un préaccélérateur Cockcroft-Walton de 750 keV qui ionise un gaz d'hydrogène et accélère les ions hydrogène négatifs. Ces derniers passent alors dans un accélérateur linéaire de 400 MeV, les protons sont ensuite séparés des noyaux d'hydrogène et injectés dans le synchrotron nommé Booster de 8 GeV. Les protons sont ensuite injectés dans l'injecteur principal qui les accélère jusqu'à 150 GeV. Pour produire des antiprotons, les protons de l'injecteur principal sont dirigés vers une cible en nickel, puis sont refroidis et réinjectés dans l'injecteur principal. Les protons et les antiprotons, une fois accélérés à 150 GeV, peuvent être injectés en sens inverse dans le TeVatron.
Les protons et les antiprotons sont accélérés par le TeVatron jusqu'à 0,98 TeV et produisent des collisions de 1,96 TeV au niveau des détecteurs Collider Detector at Fermilab (CDF) et DØ experiment (DØ). Ils peuvent également être utilisés pour d'autres expériences, via des collisions sur des cibles fixes.